# Luigi Cattaneo Gru
La Luigi Cattaneo Gru è un'azienda italiana attiva nella produzione delle Gru a torre automontanti per l'edilizia.

## Storia
Le origini dell'azienda risalgono agli inizi degli anni '50 quando si occupava della costruzione di Betoniere e piccole attrezzature da sollevamento, con sede a Magnago. Il 18 novembre 1957 a Magnago nasce ufficialmente la società, che si concentra nella costruzione di gru automontanti a rotazione alta e bassa.
Nel corso degli anni '60 daranno alla luce numerosi modelli per soddisfare le varie esigenze dei cantieri, le loro gru si distingueranno subito per la loro affidabilità e innovazioni. Grazie a numerosi brevetti depositati la Cattaneo ha contribuito allo sviluppo delle moderne gru automontati.
Intorno al 1980 si stabilirono in quella che tutt'ora è la sede principale a Magnago in Via Trieste, dove raggiungeranno la quota di 530 unità annue.

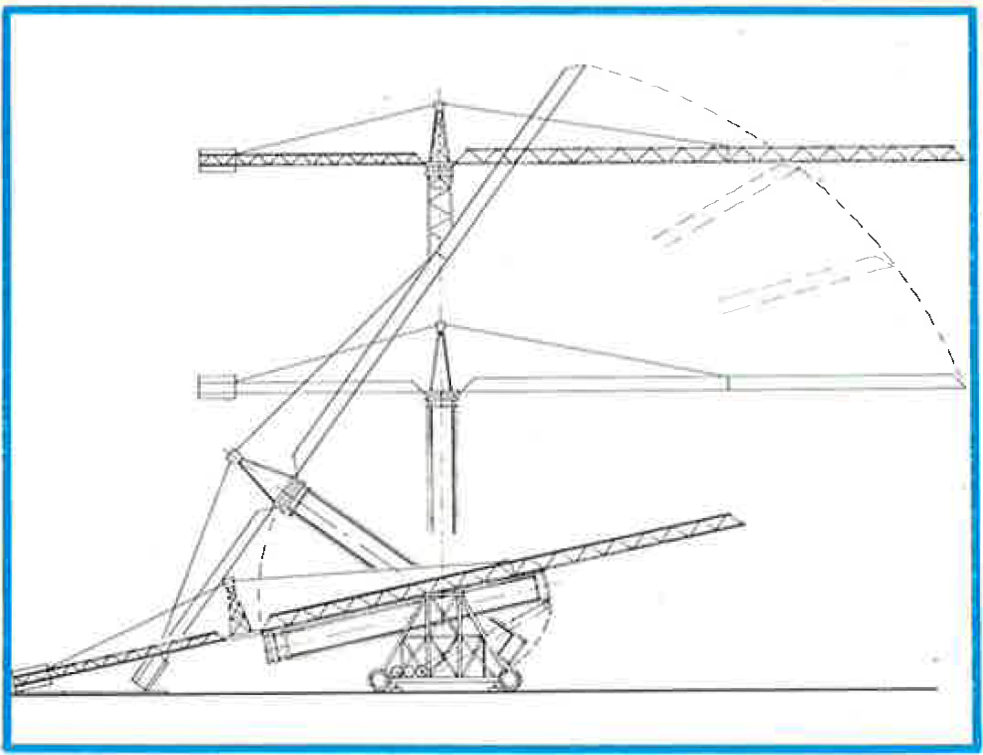
Schema rappresentativo delle procedure di montaggio di una gru Cattaneo della serie RA

## Produzione

### Serie RA
La serie Rotazione Alta dagli anni '60 fino agli anni '90 è stata una gamma di ampio successo (fino all'uscita di scena delle gru tradizionali dal mercato italiano). Inizialmente la gamma si basava su piccole gru come la CM 6, CM 7 e CM 8, con uno sbraccio e un'altezza che non superavano i 16 m. La loro estrema semplicità, la struttura era ordinaria carpenteria metallica saldata, la facilità di trasporto grazie al carro gommato e la loro economicità permise loro di entrare a far parte del parco macchine di moltissime piccole imprese edili.